# Palmitato ascorbilo
El Palmitato ascorbilo es un éster formado por el ácido ascórbico (vitamina C) y el ácido palmítico creando una forma liposoluble de vitamina C. Es empleado en la industria alimentaria como un antioxidante de código E 304. No es correcto pensar que es un antioxidante de origen natural.

## Propiedades
Se trata de un polvo blanco con ligeras tonalidades amarillas. Es poco soluble en agua, siéndolo más en etanol y lípidos. Suele ser estable en el aire si las condiciones de almacenado son secas. 

## Usos
El ácido ascórbico y sus sales son prácticamente solubles en lípidos (grasas), es por esta razón por la que se suele emplear en la industria alimentaria como un antioxidante y conservante de alimentos grasientos, con la intención de evitar que se enrancien. Suele emplearse con un agente solubilizante (generalmente un monoglicérido) para mejorar su aplicación. Suele emplearse igualmente en la industria de elaboración de productos de la cosmética.